# Charles Busson

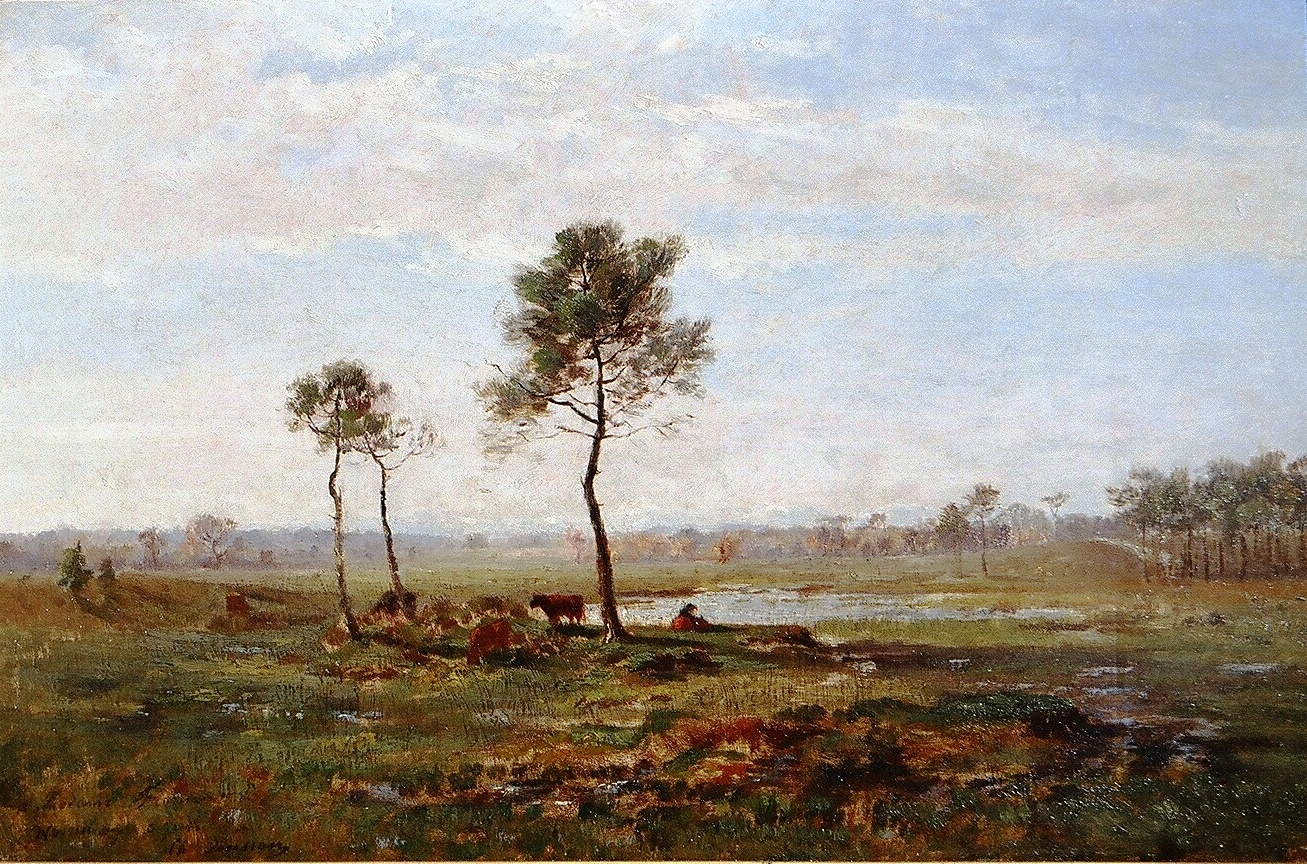
Landskapsmålning av Charles Busson

Charles Busson, född 15 juli 1822 och död 4 april 1908, var en fransk konstnär.
Busson utställde från 1846 regelbundet på Parissalongen. I varierande teknik målade han i första hand franska landskap.